# Гемоконтактний механізм передачі інфекції
Гемоконтактний механізм передачі інфекції (також не зовсім правильно — парентеральний механізм) — медичний термін, який використовують в епідеміології, вченні про інфекційні хвороби; один з видів механізму передачі інфекції, коли передача патогену відбувається від джерела інфекції з його кров'ю до кровотоку сприйнятливої людини через ушкодження шкіри та слизових оболонок, які відбуваються частіше внаслідок медичних, рідше немедичних маніпуляцій і дій.

## Проблематика поняття
У 90-х роках ХХ століття на основі накопичених наукових фактів в області епідеміології, в першу чергу, гепатиту В було виділено новий тип механізму передачі — гемоконтактний механізм, розуміючи під ним переміщення збудника з інфікованою кров'ю за рахунок природних і штучних шляхів передачі в побуті, коли факторами передачі виявляються інфіковані кров'ю або іншими біологічними рідинами різні предмети, які пошкоджують шкіру і слизові оболонки (зубні щітки, мочалки, гребінці, леза для гоління, манікюрні приладдя тощо), що використовуються декількома членами сім'ї або колективу, а також за рахунок парентеральної передачі. Існує думка про недоцільність виокремлення гемоконтактного механізму, оскільки при попаданні інфікованих часток крові на травмовані ділянки зовнішніх покривів реалізується типовий контактний механізм передачі. Необхідно зауважити, що відповідно до положень класичної епідеміології, контактний механізм передачі призводить до розвитку інфекції зовнішніх покривів, тоді як зараження вищеназваними інфекціями супроводжується одразу кров'яної локалізацією паразита. З цієї точки зору виокремлення гемоконтактного механізму представляється обґрунтованим. Певну дискусію викликає включення до гемоконтактного механізму поширення інфекції внаслідок реалізації штучного парентерального шляху, бо деякі епідеміологи вважають, що в цій ситуації слід говорити про «артифіціальний механізм передачі». На сьогодні до кінця це питання не вирішене.

## Фактори передачі
Медичні:
- забір крові;
- використання апарату для штучного кровообігу;
- різні ін'єкції;
- венесекція;
- різноманітні трансфузії;
- біопсія;
- різноманітні пункції;
- трансплантація;
- штучна вентиляція легень;
- інтубація;
- різноманітні оперативні втручання;
- різноманітна катетеризація;
- вагінальне обстеження;
- різноманітні обстеження (напівінвазивні та інвазивні).

Число інвазивних процедур зростає у зв'язку з технізацією медицини, збільшенням числа складних діагностичних і лікувальних процедур і труднощами знезараження деяких видів апаратури. Гемоконтактне зараження можливо як при простих маніпуляціях (взяття крові, ін'єкції тощо), так при складних (венесекция, катетеризація судин, біопсія, трансплантація тканин, органів, кісткового мозку тощо). Суттєва небезпека гемоконтактного зараження існує при трансфузіях крові та її компонентів, оскільки в сучасних умовах кров перевіряють лише на обмежене число збудників (ВІЛ-інфекція, гепатити В, С, Д, сифіліс). Існує багато патогенів, які здатні бути передані цим механізмом, що в умовах рутинної медичної практики не перевіряють. Карантинізація крові, яка різко знижує можливість інфікування ВІЛ-інфекцією та гепатитами В і С, практикується недостатньо. Порушення правил роботи може призводити до виникнення хвороб у персоналу і пацієнтів при стоматологічних маніпуляціях (лікування пародонтозу, екстракція зубів тощо), внутрішньовенній лазерній терапії, акупунктурі, штучному заплідненні, примірці мостів при протезуванні зубів, протезуванні суглобів. Ендоскопічні методи обстеження і лікування, незважаючи на їхню високу інформативність, ефективність і малу травматичну здатність, можуть призводити до зараження навіть при відсутності видимої травматизації слизових оболонок через наявність на їхній поверхні домішок крові за умови порушення стерилізації. Недостатньо вимиті й належним чином не оброблені руки, не захищені чистими рукавичками, сприяють гемоконтактній передачі певних збудників при огляді пацієнтів, проведенні оперативного втручання, пальпації оперованих ділянок тіла, проведенні інвазивних діагностичних та лікувальних процедур, так само як і передачі патогенів гнійно-септичних захворювань.

## Хвороби, які передаються цим механізмом
- Гепатит В
- Гепатит С
- Гепатит D
- ВІЛ-інфекція
- Хвороба, яку спричинює вірус Ебола
- Хвороба, яку спричинює вірус Марбург
- Гарячка Ласса
- Герпесвірусні інфекції
- Хвороба Кройцфельда-Якоба

Потенційно багато інфекційних хвороб, при яких збудник циркулює в крові, можуть бути іноді передані гемоконтактно. Так описані випадки передачі малярії, яка в природних умовах передається за допомогою трансмісивного механізму, після переливання крові від донора-носія, типової кишкової інфекції гепатиту А, який в природних умовах передається за допомогою фекально-орального механізму, також після переливанні крові від хворих, що знаходились наприкінці інкубаційного періоду і у яких вірус циркулював у крові, але в них ще не було жовтяниці.